# Трудолюбивое
Трудолюбивое (укр. Трудолюбиве) — село, Корниенковский сельский совет, Великобагачанский район, Полтавская область, Украина.
Код КОАТУУ — 5320281805. Население по переписи 2001 года составляло 6 человек.

## Географическое положение
Село Трудолюбивое находится на левом берегу реки Балаклейка, выше по течению и на противоположном берегу расположено село Корниенки.

## История
В 1946 году указом ПВС УССР хутор Турки переименован в Трудолюбивый.